# Heinrich Wenzel
Heinrich Wenzel (* 7. Juni 1855 in Mainz; † 16. Juni 1893 in London) war ein deutscher Sprachforscher, dessen Interessen im Bereich der Indologie und Tibetologie lagen. Wenzel beherrschte insgesamt zwölf Sprachen.

## Leben
Heinrich Christian Ferdinand Wenzel war der Sohn des kurmainzischen Arztes und Medizinalrates Carl Wenzel und seiner Frau. Bis 1874 besuchte er das Gymnasium seiner Heimatstadt. Danach begann er ein Studium der Orientalischen Sprachen in Jena, Leipzig und Tübingen, wo er im Frühjahr 1879 mit einer Arbeit über den Instrumental im Rigveda promovierte. Anschließend ging er nach Oxford, um bei Max Müller, dem er von dem Sprachphilosophen Ludwig Noiré empfohlen worden war, seine indologischen Studien zu vertiefen. Müller lenkte sein Interesse auf die damals noch wenig erforschte tibetische Sprache und Literatur. Um sich angemessen damit beschäftigen zu können, ging Wenzel 1881 nach Herrnhut zum Sprachforscher und Missionar Heinrich August Jäschke, dem zu dieser Zeit vermutlich profundesten Kenner des Tibetischen in Deutschland. Wenzel blieb dort zwei Jahre lang und gab nach Jäschkes Tod im Jahr 1883 eine zweite Auflage von dessen „Tibetan grammar“ heraus.
1886 habilitierte Wenzel in Leipzig mit einer Übersetzung des „Briefs des Nāgārjuna an König Udayana“ (Suhṛllekha), kehrte aber kurz nach dem Tod seiner Mutter endgültig nach England zurück, wo er sich weiter seinen Studien widmete, als deren Ergebnisse eine Reihe von Aufsätzen im „Journal of the Royal Asiatic Society of Great Britain and Ireland“ (JRAS) erschienen. Ein weiterer Schwerpunkt seiner Arbeit lag in der Übersetzung von indologischen Aufsätzen aus dem Russischen, um sie so der Forschung besser zugänglich zu machen.
Die letzten sechs Jahre seines Lebens wohnte er ausgesprochen zurückgezogen in einer walisischen Pension in Bloomsbury. Seine Gesundheit war stets labil.
Heinrich Wenzel starb an einer Blutvergiftung, bei einer Sektion wurde außerdem eine doppelseitige Lungenentzündung festgestellt. 

## Bibliothek
Nach seinem Tod überantwortete sein Vater seinen Nachlass aus Büchern und Manuskripten der Bibliothek der Deutschen Morgenländischen Gesellschaft (DMG), in deren Bestand, der sich jetzt in der Universitäts- und Landesbibliothek Sachsen-Anhalt in der Zweigbibliothek Vorderer Orient/Ethnologie in Halle an der Saale befindet, die rund 1000 Bände bis heute vorhanden sind. Ein erst sehr kleiner Teil der Sammlung ist über den opac der Bibliothek recherchierbar; die Retrokatalogisierung wird fortlaufend fortgesetzt.
Teile der in Halle nicht übernommenen Drucke gelangten 1894 in die Mainzer Stadtbibliothek. Die Exemplare wurden nach Übernahme mit einem auch für die Bibliothek seines Vaters Carl Wenzel verwendeten universalen Schenkungsexlibris versehen, das im freien Innenfeld mit dem Text Geschenkt aus dem Nachlasse des Dr. phil. Heinrich Wenzel + 1893 bedruckt ist. Wenzel selber versah seine Bücher mit dem Kürzel HW.

## Werke (Auswahl)
- Über den Instrumentalis im Rigveda. Tübingen 1879.
- Tibetan grammar by H. A. Jäschke, Moravian Missionary. 2. ed. prepared by Dr. H. W. London 1883. (Trübner's Collection of simplified grammars VII.)
- Suhrillekha. Brief des Nāgārjuna an König Udayana. Aus dem Tibetischen übersetzt von H. Wenzel. Leipzig 1886. online bei archive.org
- List of the Tibetan mss. and printed books in the library of the Royal Asiatic Society. JRAS 1892, S. 570–579.
- Dr. Serge d'Oldenburg, The Buddhist sources of the (Old Slavonic) legend of the Twelve Dreams of Shahaïsh. Transl. by H. W. JRAS 1893, S. 509–516.

The legend of the origin of the Tibetan race. Festgruß an Roth, S. 170–172. Stuttgart 1893.
- (Posthum) The Dharma-Sangraha, an ancient collection of Buddhist technical terms, prepared for publication by Kenjiu Kasawara, a Buddhist priest from Japan, and after his death edited by F. Max Müller and H. W. Oxford 1885 (Anecdota Oxoniensia, Aryan Series I, 5).